# Sugita Tomokazu
Sugita Tomokazu (杉田 智和 Sam Điền Trí Hòa, sinh ngày 11 tháng 10, 1980) là một nam diễn viên lồng tiếng người Nhật đến từ tỉnh Saitama, hiện đang làm việc cho AGRS. Vai lồng tiếng đáng chú ý nhất của anh là Sakata Gintoki trong Gintama, anh cũng là người lồng tiếng cho Kyon trong Suzumiya Haruhi no Yūutsu. Anh là một trong ba MC phụ trách chương trình phát thanh BlueRadio để quảng cáo cho trò chơi điện tử Blazblue, được sản xuất và phát hành bởi Nico Nico Douga. Hai người còn lại là Kondou Kanako và Imai Asami, cũng lồng tiếng cho các nhân vật trong Blazblue.
Sugita là bạn thân của Nakamura Yuichi, đồng nghiệp của anh, từ năm 2001. Cả hai đều đảm nhận những vai chủ chốt trong hai chuyển thể anime từ visual novel của Key, Aizawa Yuichi trong Kanon và Okazaki Tomoya trong CLANNAD.
Tại Anime Grand Prix lần thứ 33, vai lồng tiếng Sakata Gintoki cho anime Gintama của anh đã thắng giải nhân vật nam được ưa thích nhất, và ở giải trước đó là Kyon trong The Melancholy of Suzumiya Haruhi. Sugita và Nakamura làm việc cùng nhau trong sê-ri Blazblue cho lần lượt hai vai chính diện là Ragna và phản diện là Hazama.
Sugita được phong danh hiệu "Nam diễn viên phụ Xuất sắc nhất" của Giải thưởng Seiyū lần 3.

## Vai diễn nổi bật
ANIME
| Năm  | Phim                                                    | Vai diễn                           | Ghi chú khác                                                                            |
| ---- | ------------------------------------------------------- | ---------------------------------- | --------------------------------------------------------------------------------------- |
| 2000 | Ceres, Celestial Legend                                 | Kagami Mikage                      |                                                                                         |
| 2001 | Dennou Boukenki Webdiver                                | Gladion                            |                                                                                         |
| 2001 | X/1999                                                  | Subaru Sumeragi                    |                                                                                         |
| 2002 | Chobits                                                 | Hideki Motosuwa                    |                                                                                         |
| 2002 | Dragon Drive                                            | Kyoji Tachibana                    |                                                                                         |
| 2002 | Please Teacher!                                         | Masami Yamada                      |                                                                                         |
| 2003 | Bobobo-bo Bo-bobo                                       | Over                               |                                                                                         |
| 2003 | Inuyasha                                                | Renkotsu                           |                                                                                         |
| 2003 | GetBackers                                              | Raguel                             |                                                                                         |
| 2003 | Ninja Scroll: The Series                                | Tatsunosuke                        |                                                                                         |
| 2003 | Please Twins!                                           | Masami Yamada                      |                                                                                         |
| 2003 | Saint Beast¬Seijuu Kourin Hen¬                          | Ryusei no Kira                     |                                                                                         |
| 2004 | Bleach                                                  | Noba, Kensei, Muguruma             |                                                                                         |
| 2004 | Mobile Suit Gundam SEED Destiny                         | Youlan Kent                        |                                                                                         |
| 2005 | Basilik Kouga Ninpou Chou                               | Hattori Kyouhachirou               |                                                                                         |
| 2005 | Eyeshield 21                                            | Reiji Maruko                       |                                                                                         |
| 2005 | Genesis of Aquarion                                     | Sirius De Alisia                   |                                                                                         |
| 2005 | Honey and Clover                                        | Takumi Mayama                      |                                                                                         |
| 2005 | Legend of DUO                                           | Zieg                               |                                                                                         |
| 2005 | Pani Poni Dash!                                         | Alien Subordinate                  |                                                                                         |
| 2005 | Shuffle!                                                | Rin Tsuchimi                       |                                                                                         |
| 2005 | Magical Girl Lyrical Nanoha A's                         | Chrono Harlaown (six years later)  |                                                                                         |
| 2006 | Black Lagoon: The Second Barrage                        | Rotton The Wizard                  |                                                                                         |
| 2006 | Gadget Trial                                            | Major Mihara                       |                                                                                         |
| 2006 | Galaxy Angel II Mugen Kairou no Kagi                    | Soldum Seldor                      |                                                                                         |
| 2006 | Genji: Days of the Blade                                | Taira no Kagekiyo                  |                                                                                         |
| 2006 | Gintama                                                 | Gintoki Sakata                     |                                                                                         |
| 2006 | Hiiro no Kakera                                         | Takuma Onizaki                     |                                                                                         |
| 2006 | Honey and Clover II                                     | Takumi Mayama                      |                                                                                         |
| 2006 | Inukami!                                                | Shirou                             |                                                                                         |
| 2006 | Kanon                                                   | Yuichi Aizawa                      |                                                                                         |
| 2006 | Super Robot Wars Original Generation: Divine Wars       | Brooklyn Luckfield                 |                                                                                         |
| 2006 | The Melancholy of Haruhi Suzumiya                       | Kyon                               | 2008 society for the Promotion of Japanese Animation Award, Best Voice Actor (Japanese) |
| 2006 | The Wallflower                                          | Takenaga Oda                       |                                                                                         |
| 2007 | Ayakashi                                                | Kare                               |                                                                                         |
| 2007 | Baccano!                                                | Graham Specter                     |                                                                                         |
| 2007 | Dragonaut-The Resonance                                 | Howlingstar                        |                                                                                         |
| 2007 | Bokurano                                                | Daiichi Yamura                     |                                                                                         |
| 2007 | Gintama S2                                              | Gintoki Sakata                     |                                                                                         |
| 2007 | Kodomo no Jikan                                         | Reiji Kokonoe                      |                                                                                         |
| 2007 | Lucky Star                                              | Clerk Sugita, Kyon                 |                                                                                         |
| 2007 | Magical Girl Lyricall Nanoha Strikers                   | Chrono Harlaown                    |                                                                                         |
| 2007 | Saint Beast: Kouin Jojishi Tenshi Tan                   | Ryusei no Kira                     |                                                                                         |
| 2007 | Sayonara, Zetsubou-Sensei                               | Ikkyu/Aoyama                       |                                                                                         |
| 2007 | Sgt.Frog                                                | Vending Machine                    | Ep.58                                                                                   |
| 2007 | Shuffle! Memories                                       | Rin Tsuchimi                       |                                                                                         |
| 2007 | Sisters of Wellber                                      | Prince Rodin Ciol                  |                                                                                         |
| 2007 | Toward the Terra                                        | Soldier Blue                       |                                                                                         |
| 2008 | Corpse Princess                                         | Shuuji Isaki                       |                                                                                         |
| 2008 | Gintama SS3                                             | Gintoki Sakata                     |                                                                                         |
| 2008 | Hakushaku to Yosei                                      | Raven                              |                                                                                         |
| 2008 | Macross Frontier                                        | Leon Mishima                       |                                                                                         |
| 2008 | Time of Eve                                             | Setoro                             |                                                                                         |
| 2008 | Toaru Majutsu no Index                                  | Aureolus Izzard                    |                                                                                         |
| 2008 | Zoku Sanyonara Zetsubo Sensei                           | Ikkyu/Aoyama                       |                                                                                         |
| 2009 | Case Closed                                             | Kaita Yasuji                       |                                                                                         |
| 2009 | Gintama SS4                                             | Gintoki Sakata                     |                                                                                         |
| 2009 | Hey, Class President!                                   | Chiga Yasuhiro                     |                                                                                         |
| 2009 | Maria Holic                                             | Toichiro Kanae                     |                                                                                         |
| 2009 | Natsu no Arashi!                                        | Takeshi Yamashiro                  |                                                                                         |
| 2009 | The Melancholy of Haruhi Suzumiya                       | Kyon                               |                                                                                         |
| 2009 | Miracle Train                                           | Saki Tochoo                        |                                                                                         |
| 2009 | Umineki: When They Cry                                  | Ronove                             |                                                                                         |
| 2009 | Yumeiro Patissiere                                      | Ricardo "Rick" Benigni             |                                                                                         |
| 2010 | And Yet the Town Moves                                  | Natsuhiko Moriaki                  |                                                                                         |
| 2010 | Arakawa Under the Bridge                                | Hoshi                              |                                                                                         |
| 2010 | Inazuma Eleven                                          | Edgar Valtinas                     |                                                                                         |
| 2010 | MM!                                                     | Store Manager, Domyouji            |                                                                                         |
| 2010 | Nura: Rise of the Yokai Clan                            | Zen                                |                                                                                         |
| 2010 | Panty & Stocking with Garterbelt                        | Oscar H. Genius/Ugly Snot          |                                                                                         |
| 2010 | Super Robot Wars Original Generation: The Inspector     | Brooklyn Luckfield                 |                                                                                         |
| 2010 | Tagami Bachi                                            | Moss                               |                                                                                         |
| 2010 | The Legend of the Legendary Heroes                      | Lucile Eris                        |                                                                                         |
| 2010 | Togainu no Chi                                          | Keisuke                            |                                                                                         |
| 2010 | Tono to Issho: 1-Fukan Gekijo                           | Shigezane Date                     |                                                                                         |
| 2010 | Yumeiro Patissiere SP Professional                      | Richardo "Rick" Benigni            |                                                                                         |
| 2011 | Beelzebub                                               | Hajime Kanzaki                     |                                                                                         |
| 2011 | Gintama                                                 | Gintoki Sakata                     |                                                                                         |
| 2011 | Heart no Kuni no Alice                                  | Nightmare Gottschalk               |                                                                                         |
| 2011 | Horizon in the Middle of Nowhere                        | Tachibana Muneshige                |                                                                                         |
| 2011 | Maji de Watashi ni Koi Shinasai!                        | Inoue Jun                          |                                                                                         |
| 2011 | Oretachi ni Tsubasa wa Nai                              | DJ Condor                          |                                                                                         |
| 2011 | Sgt.Frog                                                | Tasoraorari Alien                  |                                                                                         |
| 2011 | Sket Dance                                              | Kazuyoshi "Switch" Usui            |                                                                                         |
| 2011 | Starry Sky                                              | Nanami Kanata                      |                                                                                         |
| 2011 | Tono to Issho: Gantai no Yabo                           | Shigezane Date                     |                                                                                         |
| 2012 | Daily Lives of High School Boys                         | Hidenori Tabata                    |                                                                                         |
| 2012 | From the New World                                      | Rijin                              |                                                                                         |
| 2012 | Gintama: Enchousen                                      | Gintoki Sakata                     |                                                                                         |
| 2012 | Hiiro no Kakera                                         | Takuma Onizaki                     |                                                                                         |
| 2012 | Horizon in the Middle of Nowhere 2nd Season             | Tachibana Muneshige                |                                                                                         |
| 2012 | Inu x Boku SS                                           | Kagerou Shoukiin                   |                                                                                         |
| 2012 | Ixion Saga DT                                           | Leon                               |                                                                                         |
| 2012 | Jojo's Bizarre Adventure                                | Joseph Joestar                     |                                                                                         |
| 2012 | K                                                       | Reisi Munataka                     |                                                                                         |
| 2012 | La storia della Arcana Famiglia                         | Pace                               |                                                                                         |
| 2012 | Magi: The Labyrinth of Magic                            | Drakon                             |                                                                                         |
| 2012 | Persona 4 the Animation                                 | Daisuke Nagase                     |                                                                                         |
| 2012 | Shirokuma Cafe                                          | Wolf and Chinstrap Penguin         |                                                                                         |
| 2012 | Tsuritama                                               | Akira Agarkar Yamada               |                                                                                         |
| 2013 | Attack on Titan                                         | Marlo Freudenberg                  |                                                                                         |
| 2013 | BlazBlue After Memory                                   | Ragna the Bloodedge                |                                                                                         |
| 2013 | Cuticle Detective Inaba                                 | Yataro                             |                                                                                         |
| 2013 | Gargantia on the Verdurous Planet                       | Chamber                            |                                                                                         |
| 2013 | Gingitsune                                              | Seishiro Kirishima                 |                                                                                         |
| 2013 | Love Lab                                                | Enomoto Brother                    |                                                                                         |
| 2013 | Magi: The Labyrinth of Magic                            | Drakon                             |                                                                                         |
| 2013 | Pokemon Origins                                         | Takeshi/Brock                      |                                                                                         |
| 2013 | Saint Seiya Omega                                       | Phoenix Ikki                       |                                                                                         |
| 2013 | Samurai Flamenco                                        | Gotou Hidenori                     |                                                                                         |
| 2013 | Senki Zesshou Symphogear G                              | Dr. Ver                            |                                                                                         |
| 2013 | Uta No Prince-sama Maji Love 2000%                      | Otori Raging                       |                                                                                         |
| 2013 | WataMote                                                | Hatsushiba                         |                                                                                         |
| 2014 | Buddy Complex                                           | Lee Condrad                        |                                                                                         |
| 2014 | Buddy Complex Kanketsu-hen: Ano Sora no Kaeru Mirai de  | Lee Condrad                        |                                                                                         |
| 2014 | Gundam Build Fighters Try                               | Kei Karima                         |                                                                                         |
| 2014 | Nanana's Buried Treasure                                | Hiiyo Ikusaba                      |                                                                                         |
| 2014 | No-Rin                                                  | Kưanosuke Naganawa                 |                                                                                         |
| 2014 | Nobunaga Concerto                                       | Ashikaga Yoshiaki                  |                                                                                         |
| 2014 | Nobunaga The Fool                                       | Leonardo da Vinci                  |                                                                                         |
| 2014 | Riddle Story of Devil                                   | Kaiba                              |                                                                                         |
| 2014 | Terra Forrmas                                           | Ichiro Hiruma                      |                                                                                         |
| 2014 | The Irregular at Magic High School                      | Kirihara Takeaki                   |                                                                                         |
| 2014 | The World Is Still Beautiful                            | Neil                               |                                                                                         |
| 2015 | Ace of Diamond: Second Season                           | Kengo Inui                         |                                                                                         |
| 2015 | Assassination Classroom                                 | Tadaomi Karasuma                   |                                                                                         |
| 2015 | Battle Spirits: Burning Soul                            | Kanetsugu Horyokuin                |                                                                                         |
| 2015 | Charlotte                                               | Okonomiyaki store owner            |                                                                                         |
| 2015 | Cute High Earth Defense Club Love!                      | Gora Hakone                        |                                                                                         |
| 2015 | Food Wars: Shokugeki no Soma                            | Etsuya Eizan                       |                                                                                         |
| 2015 | Gintama                                                 | Gintoki Sakata                     |                                                                                         |
| 2015 | K: Return of Kings                                      | Reisi Munakata                     |                                                                                         |
| 2015 | Kagewani                                                | Sosuke Banba                       |                                                                                         |
| 2015 | Minna Atsumare! Falsom Gakuen SC                        | Roias                              |                                                                                         |
| 2015 | Q Transformer: Saranaru Ninkimono e no Michi            | Starscream                         |                                                                                         |
| 2015 | Samurai Warriors                                        | Kiyomass Kato                      |                                                                                         |
| 2015 | Senkki Zesshou Symphogear GX                            | Dr. Ver                            |                                                                                         |
| 2015 | The Asterisk War                                        | Dirk Eberwein                      |                                                                                         |
| 2015 | The Disappearance of Nagato Yuki-chan                   | Kyon                               |                                                                                         |
| 2015 | The Testament of Sister New Devil                       | Yahiro Takigawa Lars               |                                                                                         |
| 2015 | Uta no Prince-sama Maji Love Revolutions                | Otori Raging                       |                                                                                         |
| 2015 | World Trigger                                           | Kageura Masato                     |                                                                                         |
| 2015 | Yamada-kun and the Seven Witches                        | Hideaki Tsurukawa                  |                                                                                         |
| 2016 | Assassination Classroom 2nd Season                      | Tadaomi Karasuma                   |                                                                                         |
| 2016 | Cheer Boys!!                                            | Wataru Mizoguchi                   |                                                                                         |
| 2016 | Classicaloid                                            | Beethoven                          |                                                                                         |
| 2016 | Cute High Earth Defense Club LOVE! LOVE                 | Gora Hakone                        |                                                                                         |
| 2016 | D. Gray-man Hallow                                      | Reever Wenham                      |                                                                                         |
| 2016 | Danganronpa 3: Zetsubou-hen                             | Tanaka Gundham                     |                                                                                         |
| 2016 | Drifters                                                | Count Saint-Germi                  |                                                                                         |
| 2016 | First Love Monster                                      | Ginjiro Sannomiya                  |                                                                                         |
| 2016 | Food Wars: Shokugeki no Soma The Second Plate           | Etsuya Eizan                       |                                                                                         |
| 2016 | Kagewani Shou                                           | Sousuke Banba                      |                                                                                         |
| 2016 | Haven't You Heard? I'm Sakamoto                         | Atsushi Maeda                      |                                                                                         |
| 2016 | March Comes in like a Lion                              | Tatsuyuki Misumi                   |                                                                                         |
| 2016 | Magi: Adventure of Sinbad                               | Drakon                             |                                                                                         |
| 2016 | Norn9                                                   | Ron Muroboshi                      |                                                                                         |
| 2016 | Mr. Osomatsu                                            | Akumatsu                           |                                                                                         |
| 2016 | Sekko Boys                                              | Saint Giorgio                      |                                                                                         |
| 2016 | Taboo Tattoo                                            | Tom Shredfield                     |                                                                                         |
| 2016 | Terra Formas: Revenge                                   | Ichiro Hiruma                      |                                                                                         |
| 2016 | To Be Hero                                              | Prince                             |                                                                                         |
| 2016 | Udon no Kuni no Kin-iro Kemari                          | Shinobu Nakajima                   |                                                                                         |
| 2016 | Uta no Prince-sama Maji Love Legend Star                | Otori Raging                       |                                                                                         |
| 2017 | Aho Girl                                                | Akuru Akutsu                       |                                                                                         |
| 2017 | Cardfight!! Vanguard G NEXT                             | Nome Tatsunagi                     |                                                                                         |
| 2017 | Chronos Ruler                                           | Snake                              |                                                                                         |
| 2017 | Classicaloid 2                                          | Bethoven                           |                                                                                         |
| 2017 | Dive!!                                                  | Atsuhiko Yamada                    |                                                                                         |
| 2017 | Elegant Yokai Apartment Life                            | Secondhand Bookshop Employee       |                                                                                         |
| 2017 | Food Wars: Shokugeki no Soma the Third Plate            | Etsuya Eizan                       |                                                                                         |
| 2017 | Gintama                                                 | Gintoki Sakata                     |                                                                                         |
| 2017 | Gintama. Porori-hen                                     | Gintoki Sakata                     |                                                                                         |
| 2017 | Granblue Fantasy The Animation                          | Drang                              |                                                                                         |
| 2017 | Hand Shakers                                            | Hibiki                             |                                                                                         |
| 2017 | Ikemen Sengoku: Toki o Kakeru ga Koi wa Hajimaranai     | Nobunaga Oda                       |                                                                                         |
| 2017 | Kagekurui                                               | Kaede Manyuuda                     |                                                                                         |
| 2017 | March Comes in like a Lion 2nd Season                   | Tatsuyuki Misumi                   |                                                                                         |
| 2017 | Senki Zesshou Symphogear XYZ                            | Dr. Ver                            |                                                                                         |
| 2018 | Amanchu! Advance                                        | Hayate Kohinata                    |                                                                                         |
| 2018 | Attack on Titan Season 3                                | Marlo Freudenberg                  |                                                                                         |
| 2018 | Black Clover                                            | Gueldre Poizot                     |                                                                                         |
| 2018 | Boarding School Juliet                                  | Chizuru Maru                       |                                                                                         |
| 2018 | Calamity of a Zombie Girl                               | Syuichiro Takanashi                |                                                                                         |
| 2018 | Cells at Work!!                                         | Basophil                           |                                                                                         |
| 2018 | Dagashi Kashi 2                                         | Beniyutaka Shidare                 |                                                                                         |
| 2018 | Dances with the Dragons                                 | Remendius                          |                                                                                         |
| 2018 | Full Mental Panic! Invisible Victory                    | Lee Fowler                         |                                                                                         |
| 2018 | Gintama: Silver Soul arc                                | Gintoki Sakata                     |                                                                                         |
| 2018 | Goblin Slayer                                           | Lizard Priest                      |                                                                                         |
| 2018 | Golden Kamuy                                            | Kouhei Nikaidou, Yohei Nikaidou    |                                                                                         |
| 2018 | Hataraku Onii-san                                       | Animal                             |                                                                                         |
| 2018 | High Score Girl                                         | Elementary School Homeroom Teacher |                                                                                         |
| 2018 | Isekai Izakaya "Nobu"                                   | Nobuyuki Yazawa                    |                                                                                         |
| 2018 | Junji Ito Collection                                    | Hideo                              |                                                                                         |
| 2018 | Kakuriyo: Bed and Breakfast for Spirits                 | Tannosuke                          |                                                                                         |
| 2018 | Major 2nd                                               | Hiromu Tanba                       |                                                                                         |
| 2018 | Omae wa Mada Gunma o Shiranai                           | Yajiru                             |                                                                                         |
| 2018 | One Piece                                               | Charlotte Katakuri                 |                                                                                         |
| 2018 | Persona 5: The Animation                                | Yusuke Kitagawa                    |                                                                                         |
| 2018 | Phantom in the Twilight                                 | Toryu                              |                                                                                         |
| 2018 | Pop Team Epic                                           | Pipimi                             |                                                                                         |
| 2018 | Shinkansen Henkei Robo Shinkalion                       | Hokuto Hayasugi                    |                                                                                         |
| 2018 | Swordgai: The Animation                                 | Naoki Miki                         |                                                                                         |
| 2018 | Souten no Ken Re: Genesis                               | Simeon Nagid                       |                                                                                         |
| 2018 | Space Battleship Tiramisu                               | Maybach Wilhelm                    |                                                                                         |
| 2018 | Tada Never Falls in Love                                | Hạimme Sugimoto                    | Eps 11-13                                                                               |
| 2018 | The Seven Deadly Sins: Revival of The Commandments      | Escanor                            |                                                                                         |
| 2019 | African Office Worker                                   | Cockroach, Rabbit man, Apple rabit |                                                                                         |
| 2019 | Afterlost                                               | Takuya                             |                                                                                         |
| 2019 | Aikatsu Friends!                                        | Osamu Minato                       | Ep. 43                                                                                  |
| 2019 | Astra Lost In Space                                     | Jed Walker                         |                                                                                         |
| 2019 | Boruto: Naruto Next Generation                          | Ryuuki                             | Ep. 110                                                                                 |
| 2019 | Case File nº221: Kabukicho                              | Godfrey Norton                     |                                                                                         |
| 2019 | Kimetsu No Yaiba                                        | Gyoumei Himejima                   |                                                                                         |
| 2019 | Fate/Grand Order - Absolute Demonic Front: Babylonia    | Demon God King, Lew Lainur Flauros |                                                                                         |
| 2019 | Food Wars: Shokugeki no Soma The Fourth Plate           | Etsuya Eizan                       |                                                                                         |
| 2019 | King of Prism: Shiny Seven Stars                        | Joji Takadanobaba                  |                                                                                         |
| 2019 | My Roomate is a Cat                                     | Taro                               |                                                                                         |
| 2019 | Namu Amida Butsu! Rendai Utena                          | DJ Hotoke                          |                                                                                         |
| 2019 | RobiHachi                                               | Yang                               |                                                                                         |
| 2019 | Stand My Heroes: Piece of Truth                         | Itsuki Aoyama                      |                                                                                         |
| 2019 | Star Twinkle PreCure                                    | Yukio                              | Ep.24                                                                                   |
| 2019 | The Seven Deadly Sins: Wrath of the Gods                | Escanor                            |                                                                                         |
| 2019 | To the Abandoned Sacred Beasts                          | Miles (Cenetaur)                   |                                                                                         |
| 2019 | True Cooking Master Boy                                 | Lei En/Leon                        |                                                                                         |
| 2020 | Animation x Paralympic                                  | Fuse Ayumu                         | Ep.11                                                                                   |
| 2020 | Appare-Ranman!                                          | TJ                                 |                                                                                         |
| 2020 | ARP: Backstage Pass                                     | Drummer senpai                     |                                                                                         |
| 2020 | Dogeza: I Tried Asking While Kowtowing                  | Suwaru Doge                        |                                                                                         |
| 2020 | ID: Invaded                                             | Denshin Katsuyama                  |                                                                                         |
| 2020 | If My Favorite Idol Made It to the Budokan, I Would Die | Fumi-kun                           |                                                                                         |
| 2020 | Kaoru no Taisetsu na Mono                               | Giichi                             |                                                                                         |
| 2020 | Magatsu Wahrheit - Zuerst-                              | Faust                              |                                                                                         |
| 2020 | Mr. Love: Queen's Choice                                | Zen (Victor)                       |                                                                                         |
| 2020 | Oda Cinnamon Nobunaga                                   | Uesugi Julian Kenshin              |                                                                                         |
| 2020 | Sakura Wars the Animation                               | Reiji Shiba                        |                                                                                         |
| 2020 | Seton Academy: Join the Pack!                           | King Shishino                      |                                                                                         |
| 2020 | Shadowverse                                             | Rowen                              |                                                                                         |
| 2020 | Sleepy Princess in the Demon Castle                     | Bianco                             | Ep.9                                                                                    |
| 2020 | The God of High School                                  | Kang Man-seok                      |                                                                                         |
| 2020 | The House Spirit Tatami-chan                            | Kusuguri Bozu                      |                                                                                         |
| 2020 | The 8th Son? Are You Kidding Me?                        | Kurt                               |                                                                                         |
| 2020 | Warlords of Sigdrifa                                    | Kinpastsu                          |                                                                                         |
| 2020 | With a Dog AND a Cat, Every Day is Fun                  | Neko-sama                          |                                                                                         |
| 2021 | Back Arrow                                              | Shuu Bi                            |                                                                                         |
| 2021 | Bakuten!!                                               | Hideo Ominato                      |                                                                                         |
| 2021 | Bleach: Thousand-Year Blood War                         | Kensei Muguruma                    |                                                                                         |
| 2021 | Mushoku Tensei                                          | Rudeus Grayrat                     |                                                                                         |
| 2021 | Soccerous Stabber Orphen: Battle of Kimluck             | Quo                                |                                                                                         |
| 2021 | The Seven Deadly Sins: Dragon's Judgement               | Escanor                            |                                                                                         |
| 2021 | True Master Cooking Boy Season 2                        | Lei En/Leon                        |                                                                                         |
| 2021 | Uramichi Oniisan                                        | Tobikichi Usahara                  |                                                                                         |
| 2023 | Ooyuki Umi no Kaina                                     | Halesola                           |                                                                                         |

TOKUSATSU
| Năm  | Phim                                                      | Vai diễn                                                                     | Ghi chú khác                      |
| ---- | --------------------------------------------------------- | ---------------------------------------------------------------------------- | --------------------------------- |
| 2008 | Kamen Rider Kiva                                          | Kivat-bat the 3rd, Kivat-Bat the 2nd (Eps 37 - 48), Kiva-Bat the 4th (Ep 48) |                                   |
| 2008 | Kamen Rider Kiva: King of the Castle in the Demon World   | Kivat-Bat the 3rd                                                            | Movie                             |
| 2008 | Saraba Kamen Rider Den-O: Final Countdown                 | Shadow Imagin                                                                | Movie                             |
| 2009 | Kamen Rider Decade                                        | Kivat-Bat the 3rd                                                            | Eps 4-5                           |
| 2011 | Kaizoku Sentai Gokaiger                                   | Bounty Hunter Kiaido                                                         | Ep.28                             |
| 2012 | Tokumei Sentai Go-Busters                                 | Drilloid II                                                                  | Ep.18                             |
| 2013 | Ultraman Ginga                                            | Ultraman Ginga (Ep.10-11), Dark Lugiel (Ep.11)                               |                                   |
| 2014 | Kamen Rider Gaim                                          | Demushu                                                                      | Eps.21, 23 - 24, 26 - 29, 31 - 32 |
| 2014 | Kamen Rider Gaim: Great Soccer Battle! Golden Fruits Cup! | Demushu                                                                      | Movie                             |
| 2014 | Ultraman Ginga S                                          | Ultraman Ginga (Ep.16), Dark Lugiel (Ep 15 - 16)                             |                                   |
| 2019 | Kamen Rider Zi-O                                          | Kamen Rider Ginga                                                            | Ep.35 - 36                        |
| 2020 | Mashin Sentai Kiramager                                   | King Oradin, Narrator                                                        |                                   |